# Carmelo Camet
Carmelo Félix Camet (Párizs, 1904. október 29. – Buenos Aires, 2007. július 22.) olimpiai bronzérmes argentin tőrvívó. Apja, Francisco Camet párbajtőrvívó Argentína első olimpikonja volt az 1900-as párizsi olimpián.